# 燕山站 (广州)
燕山站是广州地铁7号线的北端终点站，位於中国广东省广州市黄埔区水西停车场南侧的地底。2023年12月28日随7号线二期通车而启用。

## 车站结构

### 车站楼层
本站为地下二层侧式站台车站，车站全长220.9m，标准段宽30.3m。地面为车站出入口、21号线水西停车场及上盖楼盘，以及邻近建筑；地下一层为站厅；地下二层为7号线站台。
| 地下一层 | 站厅                       | 售票機、客服中心、商店、警务室、安检设施 |                            |                            |
| 地下二层 | 侧式站台（卫生间、母婴室） | 侧式站台（卫生间、母婴室）               | 侧式站台（卫生间、母婴室） | 侧式站台（卫生间、母婴室） |
|          | 2 站台                     | █7号线 美的大道方向（下站：水西）        |                            |                            |
|          | 1 站台                     | █7号线 終點站台                          |                            |                            |
|          | 侧式站台（卫生间、母婴室） |                                          |                            |                            |

### 站厅
燕山站站厅設有自动售票機及智能客務中心。

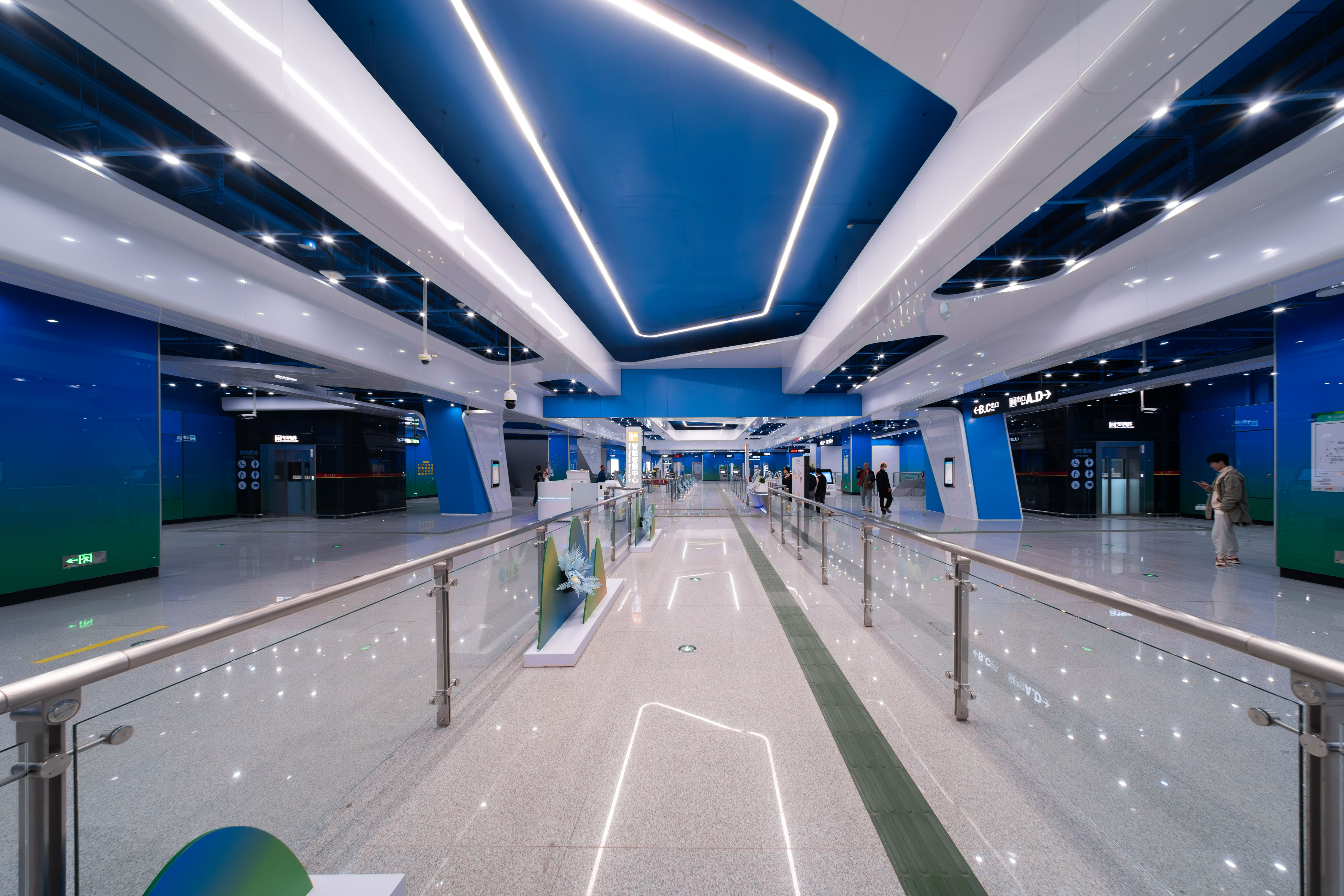
站厅

燕山站站厅分为進站乘車和抵達出站两个独立的付费区，中间以非付费区通道分隔（类似1号线的坑口站）。两个收费区内设有多组扶手电梯，楼梯和专用电梯连通站厅和站台。

### 站台
本站将设有两个侧式站台，位于水西停车场南侧的地底。两个站台均在往美的大道方向的一端设有卫生间和母婴室。
另外，本站在站台西北一端設有一組交叉渡線，供7號線列車在正常运营时进行站后折返；而月台东南一端同样设有一条单渡线供7号线列车进行站前折返。

### 出入口
燕山站目前设有4个出入口供乘客进出。
|                                           |                                                       |      |          |                  |
| 編號                                      | 设施                                                  | 照片 | 出口指示 | 建議前往的目的地 |
| A                                         | 盲道标志 · 升降机标志 · 无障碍通道标志 · 扶手电梯标志 |      | 萝馨横街 |                  |
| B                                         | 扶手电梯标志                                          |      | 萝馨横街 |                  |
| C                                         | 盲道标志 · 扶手电梯标志                               |      | 萝馨横街 |                  |
| D                                         | 扶手电梯标志                                          |      | 萝馨横街 |                  |
| 註： 設有 \| 設有 \| 設有 \| 設有扶手電梯 |                                                       |      |          |                  |

## 历史
在7号线二期最初的规划中，并没有设置本站；为了发展水西停车场上盖物业，7号线二期方延长至水西北站，最终得以落实。2021年12月，本站主体结构封顶。2023年11月，本站完成三权移交。
本站在规划和建设时称为水西北站。2023年2月27日，廣州市民政局公示7號線二期初定名，因该站在开工之前曾经是燕山村所在地，根据《广州市地铁车站命名规则》第五条第（一）项规定，本站被命名為燕山站。
2023年12月28日12时，7号线二期开通运营，本站正式启用。